# The Night of Taneyamagahara
The Night of Taneyamagahara (яп. 種山ヶ原の夜 Taneyamagahara no Yoru, Ночь Танэямагахары) — короткометражный аниме-фильм 2006 года режиссёра Кадзуо Ога, по мотивам одноимённой пьесы Кэндзи Миядзавы. Представляет собой озвученное слайд-шоу. Текст читал Хацуо Ямая. Вокальные партии исполнила женская акапельная группа «Ensemble Planeta».

## Сюжет
Повествование идёт на тохокийском диалекте японского языка. Танэямагахара представляет собой плоскогорье в долине Китаками, недалеко от Исиномаки. Там почти всегда облачно и нередки туманы, дожди и грозы. Далее рассказчик с преувеличением говорит, что на широких лугах пасётся более 800 лошадей.
У костра собрались четверо крестьян. Один из них уснул, трое обсуждали свои житейские дела. Они ждали рассвета, собираясь косить траву:
| — Ночью всякая птица спит. — В смысле, «ночью всякая птица спит»? — Даже если ночью всякая птица спит, то сейчас уже не ночь. Так что смысла говорить об этом нет. — А если сейчас не ночь, то что тогда? — Так, солнце цвета жёлтых лилий. Скоро, по идее, полдень. |

Ито приснился сон, где он разговаривал с лесничим и спрашивал, какие деревья можно срубить, чтобы добыть уголь и заработать деньги. Духи стали просить его не вредить природе. Ито посмотрел на лес и осознал, насколько тот прекрасен зеленью, горячими источниками, ягодами и грибами. Но заметил: если не взяться за топор, то не будет средств к существованию. Тогда духи согласились и сказали, что раз это неизбежно, пусть из каждого поваленного дерева выйдет хороший уголь.
Сон прошёл. Показалась утренняя звезда. Все принялись за дело.

## Издание
Короткометражный фильм создан в рамках празднования 110 годовщины со дня рождения Кэндзи Миядзавы. Пьесу автор написал в 1924 году.
По словам режиссёра, из множества работ писателя, его особенно затронула история, рассказывающая о повседневной жизни в горных деревнях и об окружающем их ландшафте. Регион Тохоку страдал от голода и плохих жизненных условий. Загадочный ночной сон в местности Танэямагахара показывает, что люди в этом мире не одни.
Фильм был выпущен 7 июля 2006 года сразу на DVD только в Японии. Формат — полноэкранный 4:3 (1,375:1). Оригинальный звук — Dolby Digital 2.0 (AC-3). Система — NTSC. Изображение статично, присутствует иллюзия движения. Кадзуо Ога проявил себя как художник по фонам, поэтому всё похоже на детальную раскадровку. В традиционном смысле это не анимация. Английские субтитры отсутствуют. Дополнительные материалы включают трейлер мультфильма «Виолончелист Госю» 1982 года.

## Музыка
| №  | Название                             | Автор(ы)        | Длительность |
| -- | ------------------------------------ | --------------- | ------------ |
| 1. | «Pastoral»                           | Кэндзи Миядзава | 1:48         |
| 2. | «Largo ~ Symphony No. 9 „New World“» | Антонин Дворжак | 1:54         |

Саундтрек выпускался вместе с DVD. Изначально режиссёр думал только об оркестровой музыке, но услышав, как поют девушки из «Ensemble Planeta», пригласил их для голосового сопровождения. Аранжировку сделала Наоко Какиагэ

## Комментарии
1. ↑  Для такого бедного района в Японии это фантастическая цифра. Местные крестьяне обходились без лошадей, на рисовых полях пользовались мотыгами. Обычно японцы сами впрягались в телегу или таскали вещи на себе. В обиходе были серпы. Не сказано, зачем людям скошенная трава. Также не ясно, какой год в истории имеется в виду. Добыча древесного угля же свидетельствует о низком развитии металлургии.